# 백석초등학교 (전북)
백석초등학교는 대한민국 전북특별자치도 김제시 흥사동에 있는 공립 초등학교이다.

## 학교 연혁
- 1925년 4월 20일 백석공립보통학교(4년제) 개교
- 1934년 4월 1일 6년제 인가
- 1938년 4월 1일 백석공립심상소학교로 개칭[1]
- 1941년 4월 1일 백석공립국민학교로 개칭[2]
- 1981년 3월 10일 병설유치원 개원
- 1996년 3월 1일 백석초등학교로 개칭[3]
- 2006년 3월 1일 7학급 편성
- 2008년 5월 28일 교사 신축 및 준공기념식
- 2011년 4월 22일 박승 도서관 신축 및 준공기념식
- 2024년 3월 1일 오경숙 교장 부임
- 2025년 2월 7일 제97회 13명 졸업(총 5368명)

## 상징
- 교목 (소나무) - 백석 어린이들의 진취적인 기상과 푸른 꿈
- 교화 (수련) - 백석 어린이들의 맑은 마음과 고운 심성
- 교조 (비둘기) - 백석 어린이들의 바른 행동과 더불어 살아가는 삶

## 참고 자료
- 백석초등학교 - 한국교육학술정보원 학교알리미